# レッドカレー

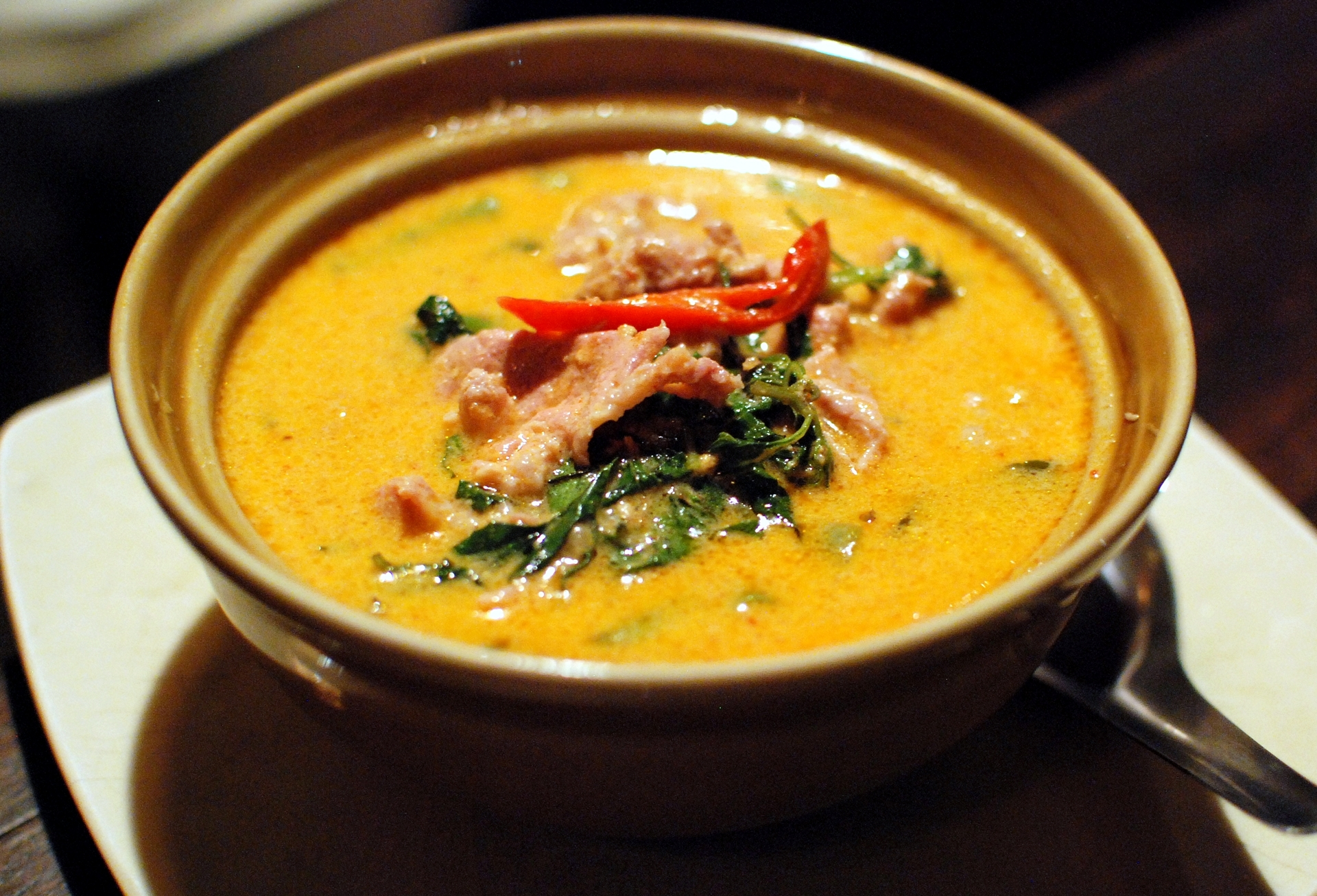
レッドカレー

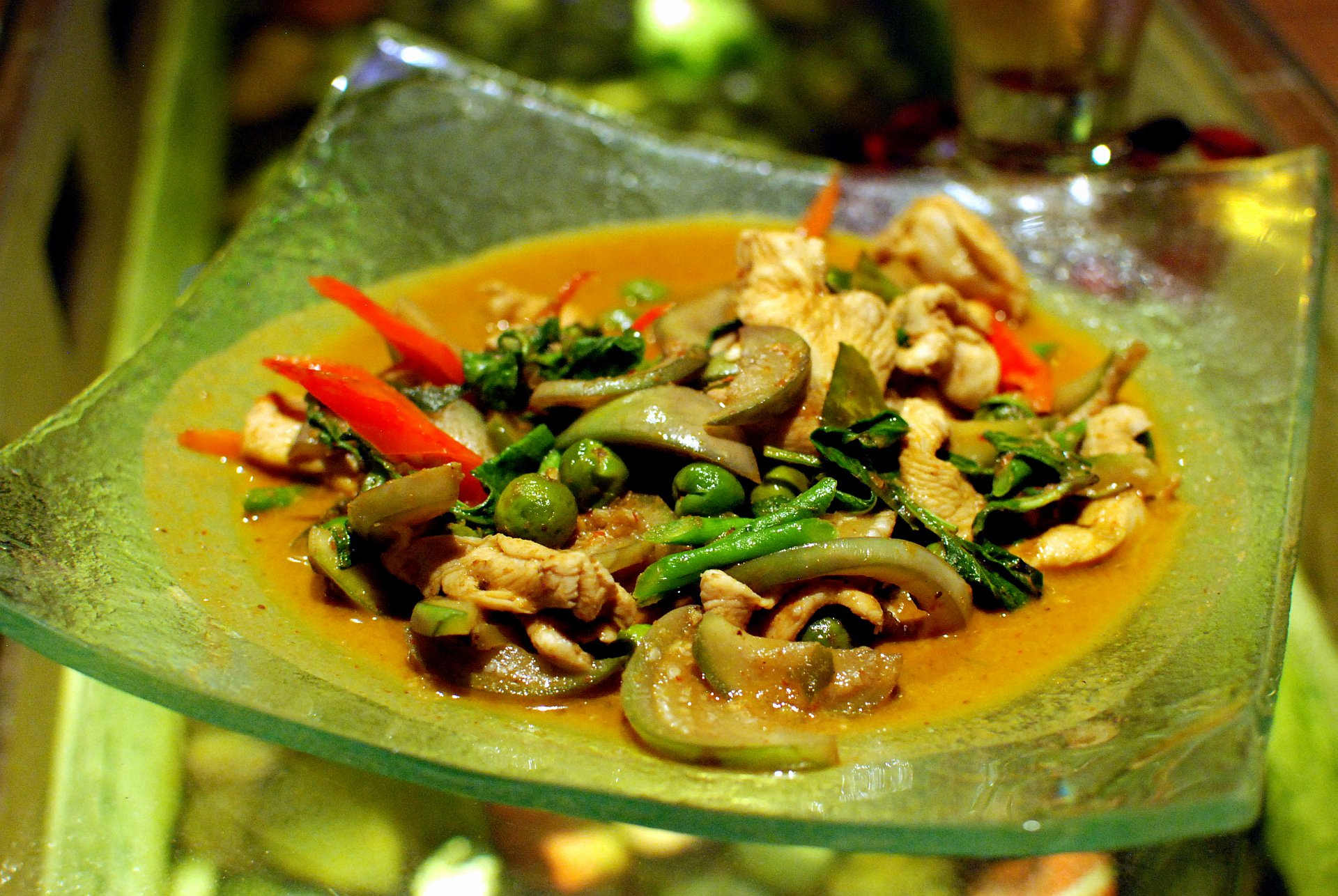
ゲーン・ペッ・ガイ（鶏肉のレッドカレー）

レッドカレー（タイ語: แกงเผ็ด、ゲーンペッ）は、日本でタイカレーと呼ばれるタイ料理のひとつである。ゲーン・ペッとはタイ語で「汁物・辛い」を意味する。
香辛料やハーブ（ニンニク、コリアンダー、エシャロット、唐辛子、ガランガル、ガピ、コブミカンの果皮、レモングラス）をすり潰したペースト（クルーン）を炒めてココナッツミルクやナンプラー、砂糖、具になる野菜（豆ナス、タイナス）、タケノコ、バジリコ、肉を煮込んで作る。飯や素麺にかけて食べる。
香辛料のペーストに完熟して赤いキダチトウガラシの一種プリッキーヌを加えているため、赤色となる。タイ国内の食品会社によって既製品のペーストがレトルト食品の形で商品化されており、海外にも輸出されているため、タイ国外でもよく知られ、ココナッツミルクと具を加えるだけで手軽に調理できるタイ料理のひとつとなっている。